# Ofitismo
Ofitas (do grego ὄφιανοι > ὄφις = serpente) é um nome genérico para várias seitas gnósticas cristãs da Síria e do Egito que se desenvolveram por volta do ano 100 d.C. Estas seitas atribuíam grande importância à serpente mencionada no livro do Gênesis como tentadora de Adão e Eva, considerando-a como portadora do conhecimento do Bem e do Mal e portanto como símbolo da gnose.

## Fundamentos
Segundo os teólogos patrísticos como Orígenes de Alexandria e São Ireneu de Lião, a essência do doutrina ofita é a crença de que Jeová, o Deus do Antigo Testamento, é uma divindade misantrópica da qual a humanidade deveria ser libertada. Desta forma, a serpente e outros inimigos do Demiurgo se convertem em heróis para os ofitas.
Inicialmente considerados como pertencentes ao Setianismo, depois dos estudos de Tuomas Rasimus, os ófitas foram caracterizados como um grupo literário a parte. As principais características envolvem a crença em uma divindade primeira, denominada Anthropos, um ser andrógino, união arquetípica de Adão e Eva, e na conquista do conhecimento Gnosis através da mordida do fruto do bem e do mal.

## Seitas ofitas
- naassenos, do hebraico na'asch = serpente) que consideravam a serpente como o ser supremo
- setitas, para quem  Sete era o patriarca dos espíritos
- peratas, do griego peras =  penetrar
- cainitas, que viam em Caim seu líder espiritual
- valentinianos, discípulos de Valentim